# ماريو بيكسوتو
ماريو بيكسوتو (بالإنجليزية: Mário Peixoto)‏ (25 مارس 1908، بروكسل في بلجيكا - 3 فبراير 1992، ريو دي جانيرو في البرازيل)؛ كاتب سيناريو، شاعر، مخرج أفلام وروائي برازيلي.

## روابط خارجية
- ماريو بيكسوتو على موقع IMDb (الإنجليزية)
- ماريو بيكسوتو على موقع ألو سيني (الفرنسية)
- ماريو بيكسوتو على موقع أول موفي (الإنجليزية)
- ماريو بيكسوتو على موقع قاعدة بيانات الفيلم (الإنجليزية)
- ماريو بيكسوتو على موقع كينوبويسك (الروسية)